# Strijkkwartet nr. 3 (B. Tsjajkovski)
Boris Tsjajkovski voltooide zijn Strijkkwartet nr. 3 in 1967.
Ns de relatief melodieuze eerste twee strijkkwartetten, kwam Tsjajkovski in 1967 met een veel moderner klinkende. De muziek extraheerde de componist uit de filmmuziek voor While the Front is Defensive; een film van Joeri Nagibin voor Lenfilm. De pech is dat de originele muziek verloren is gegaan, maar Tsjajkovski herinnerde zich nog dat hij maar weinig aan de muziek had veranderd. De film die over de Tweede Wereldoorlog handelde, zorgde ervoor dat ook de muziek uiterst sober moest zijn. Deze soberheid is terug te vinden in dit strijkkwartet.
Het werk verscheen in zes delen, die echter achter elkaar door gespeeld worden:
1. Moderato
2. Andante marcato
3. Andante
4. Allegro moderato
5. Allegretto
6. Andante

Deel 1 geeft zweverige legato strijkinstrumenten tegenover staccato in de andere partijen. Deel 2 wisselt legato af met staccato. Deel 3 klinkt mysterieus donker. Deel 4 is een teruggang naar deel 1. Deel 5 is opvallend melodieus ten opzichte van de andere delen. Deel 6 heeft een beetje een minimal music-karakter. Er zit nauwelijks verschil in tempo tussen de delen.
De eerste uitvoering vond plaats op 21 oktober 1968 door het Prokofjev Quartet. Plaats van handeling was Moskou; het Componistenhuis.

## Vergelijking
Dit strijkkwartet wordt veelal vergeleken met het vijftiende strijkkwartet van Dmitri Sjostakovitsj, dat ook geen grote tempoverschillen kent. Sjostakovitsj zou na het horen van de langzame delen (lees Andante) hebben willen proberen om dat ook op papier te krijgen. Vraag is of deze vergelijking juist is, aangezien het strijkkwartet nr. 15 pas in 1974 voltooid werd. Wat wel vast staat is dat Sjostakovitsj dit kwartet het best vond van de drie; naast nauwelijks tempoverschillen is de dynamiek onopvallend, maar wel aanwezig.

## Discografie
Er was tot 2009 een opname beschikbaar en wel één door het Prokofjev Quartet uit het elpeetijdperk (voor 1983). In 2009 volgde een uitgave met alle zes strijkkwartetten door Ilja Zoff, Elena Raskova (viool), Lydia Kovalenko (altviool) en Alaxey Massarsky (cello). Het platenlabel Northern Flowers nam de strijkkwartetten in 2008 in samenwerking met de Boris Tsjajkovski Society op. Inmiddels sponsorde de Russische Kunst Stichting dergelijke opnamen ook.

## Bron
- de compact disc
- Boris Tsjajkovski Foundation